# Classe Meattini
Le unità classe Meattini fanno parte del naviglio della Guardia di Finanza categoria guardacoste, progettate dai cantieri Baglietto di Varazze per le attività di istituto nelle acque territoriali e in altura, che, dagli anni settanta, hanno costituito l'ossatura della compagine costiera del Corpo.

## Caratteristiche
Le unità, che hanno l'opera viva in legno di mogano e bagnasciuga e sovrastruttura in compensato marino, erano, all'epoca della loro realizzazione, una equilibrata sintesi di velocità, autonomia, abitabilità e tenuta del mare.

## Servizio
I guardiacoste di questa classe entrati in servizio sono stati 57, costruiti da vari cantieri nazionali e nel corso della loro vita operativa sono stati protagonisti di duri confronti con i mezzi navali delle organizzazioni delinquenziali, normalmente superiori per dimensioni e caratteristiche generali, spesso riuscendo ad avere la meglio grazie alla perizia e al valore dei loro equipaggi.
Le unità di questa classe sono state radiate e sostituite con le più moderne unità della classe Buratti.  

## Esportazione
10 motovedette Baglietto GC20, da 20,4 m e 44 t (basate sullo stesso progetto dei Meattini) sono state fornite, negli anni '80, alla Guardia Costiera Algerina, tra cui:
° GC 323 El Ayouq
- GC 324 El Hamil
- GC 325 El Moudanab
- GC 326 EL Assad
- GC 327 Markhad
- GC 328 Etair (ex 236)
- GC 329
- GC 330
- GC 331
- GC 332 Zouhal
- GC 333

6 motovedette Baglietto GC30 "Mangusta", da 30 m e 90,1 t, versione ingrandita delle Meattini, furono fornite sempre alla stessa Algeria, tra il 1977 e il 1978:
- GC 141 Requin

° GC ...
6 motovedette Baglietto GC23, derivate dalle Meattini ma lunghe 24 m, con un dislocamento di 50,7 t ed armate con un Oerlikon 20/70 mm, furono fornite agli Emirati Arabi Uniti (UAE):
- 758
- 759
- 760
- 761
- 762
- 763

consegnati tra il 1986 ed il 1988.
3 motovedette 69 feet fornite alla stessa Guardia Costiera (18,1 m di lunghezza e 22 t, armate con 1 x 12,7 mm):
- 501
- 502
- 503

consegnate nel 1993.
2 motovedette 13FC consegnate sempre alla Guardia Costiera degli UAE nel 1983.